# 红砖美术馆
红砖美术馆，位于北京市朝阳区崔各庄乡何各庄，是展示当代艺术的私立美术馆。

## 简介
红砖美术馆位于北京市朝阳区东北部一号地国际艺术区，由收藏家闫士杰和曹梅夫妇创立。2012年12月，红砖美术馆初步建成并试运营。2014年5月正式对外开放。红砖美术馆的馆舍及园林由北京大学建筑研究中心教授董豫赣设计，是山水庭院的园林式美术馆，主要建筑材料为红砖。园区占地面积大约二万平方米，展馆面积将近一万平方米。开馆后，红砖美术馆举办过各种大型展览，例如2017年3月举办的馆藏展“陈界仁：残响世界”。